# タケダスポーツ
タケダスポーツとは、ゼビオホールディングスの完全子会社・ヴィクトリアの社内カンパニーであるネクサスカンパニーにより、北東北3県を中心に展開している大手スポーツ用品専門店。

## 概要
岩手県を拠点にスポーツ用品のリージョナルチェーンとして多店舗展開し、大型店舗を開店する際はテレビコマーシャルや折り込みチラシでは「○○最大級（○○には「岩手県」や「東北」などが入る）」と謳った。
ピーク時の年商は約168億円に達していたが、1990年代後半以降は、全国資本の競合店（ゼビオ、スポーツオーソリティなど）の商圏進出を始め、景気悪化や環境の変化（スキー人口減少など）もあり、業績が低迷。その際には自主再建を検討したものの、再建には多額の資金が必要と判断されたことから、事業再建計画を策定し、整理回収機構の枠組みを活用することによって、再生支援に8つの金融機関の同意を取り付け、メインバンクであるみちのく銀行が2007年に設置した「ふるさと再生ファンド」に合計97億円の債権を売却、同ファンドは債権を回収すると共にタケダスポーツへの出資や経営指導などの支援を行った。
これにより経営再建を図り、店舗網の整理（北海道撤退など）や広告費の抑制などに取り組む一方、店舗改装やポイントカード刷新などの積極策も実施したが、売上減少に歯止めがかからず、2013年9月30日に東京地裁に民事再生法の適用を申請、同日付で受理された。負債総額は約54億円。今後は福島県郡山市に本社を置くスポーツ用品・衣料品販売大手「ゼビオ」の支援で再建を目指すとしている。同年12月20日、ゼビオがタケダスポーツの全事業を引き継ぐため設立した完全子会社であるネクサスが同社の事業を取得したと発表した。今後も商号は変更せず、当面はゼビオとの店舗再編や商品集約は行わない方針としている。その後、ゼビオの完全子会社である株式会社ヴィクトリアがネクサスの全株式を取得したため、ゼビオ（現在のゼビオホールディングス）の孫会社とされた。
経営統合後の2014年からは、北東北および山形県、宮城県の比較的小規模な、旧・ゼビオスポーツ店舗が、商号と同じ「ネクサス by TakedaSports」に転換して順次再オープンしている（それまでタケダスポーツの名が入った店舗は宮城県にはなかった）。逆に、紫波町にあった旧タケダスポーツの大規模店、盛岡南店はゼビオに譲渡され「スーパースポーツゼビオ」に転換している。
2017年5月1日、企業としてのネクサスは、ゼビオホールディングスに吸収合併されて解散。同時に、店舗運営事業については、株式会社ヴィクトリアに吸収分割で承継させ、同社の社内カンパニーである、ネクサスカンパニー（カンパニー本部・盛岡市青山）が、タケダスポーツとネクサスの両ブランド店舗を運営している。

## 売上げ
- 1996年8月期 - 約168億円（ピーク時）。
- 2006年8月期 - 約81億円。
  - 近年は過去の店舗展開に伴う多額の借入金が負担となっていた。

## 沿革

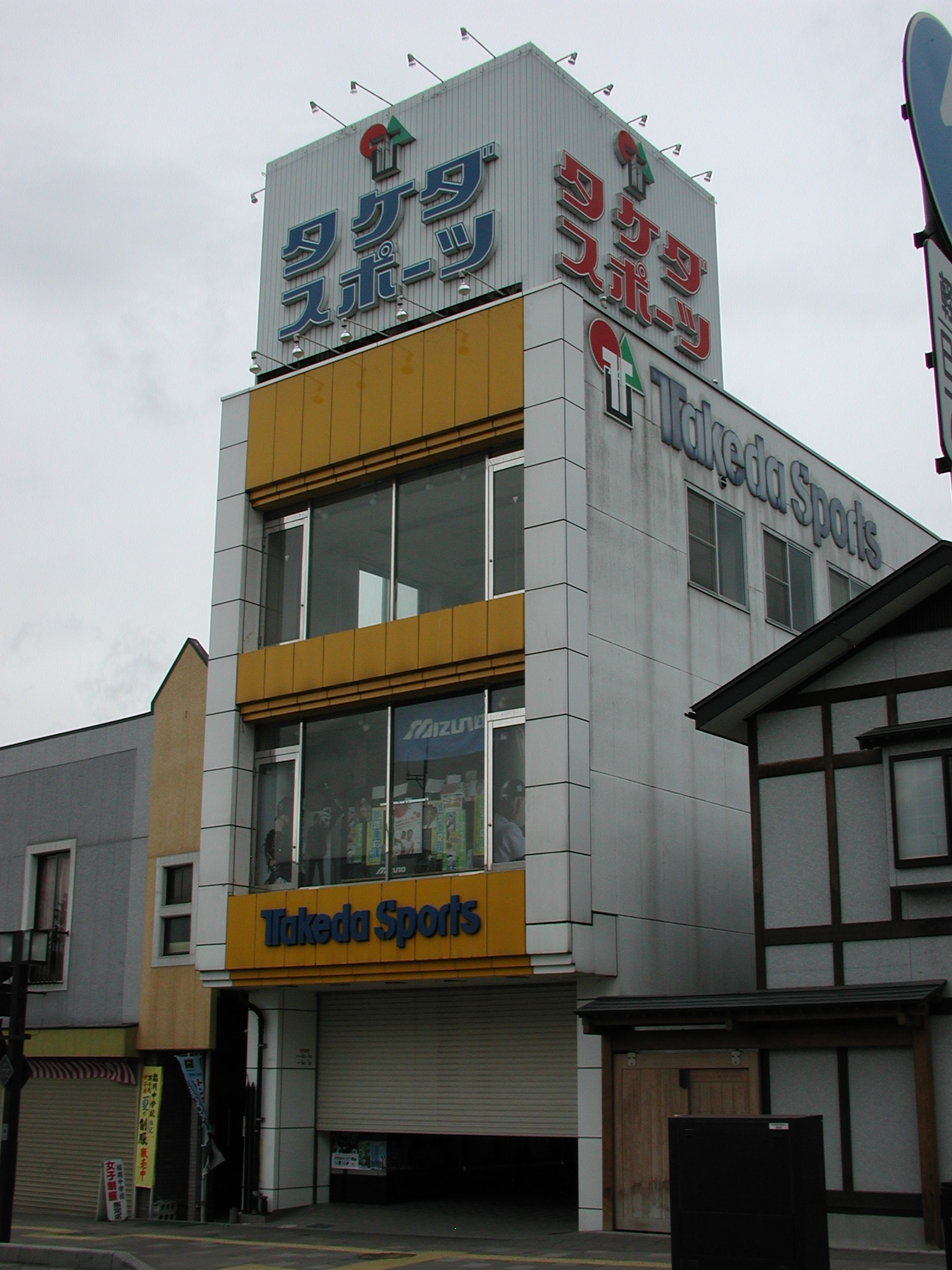
旧本社・二戸店

- 1954年（昭和29年）4月 - 岩手県二戸郡福岡町（現：二戸市）にてスポーツ用品小売店を創業。
- 1963年（昭和38年）3月 - 法人化。
- 1980年代後半 - スキーブームに乗って積極的に出店。
- 1990年代
  - 前半 - 年間6店舗を開設するなど急速に拡大。
  - 後半 - 競争激化などに伴い、徐々に不採算店舗の廃止。
- 2003年（平成15年）
  - 1月 - 経営改善計画を策定して人員削減。
  - 8月期以降 - 3期連続で赤字を計上するなど経営が悪化。
- 2006年（平成18年）8月期 - 経営コンサルタントの指導を受け、決算黒字化に成功。
- 2007年（平成19年）3月20日 - みちのく銀行が設置した、「ふるさと再生ファンド」による経営再建を目指す。
- 2013年（平成25年）
  - 9月30日 - 東京地裁に民事再生法の適用を申請、同日付で受理。
  - 12月20日 - ゼビオが新たに設立したネクサスがタケダスポーツの全事業を取得。
- 2017年（平成29年）5月1日 - ネクサスがゼビオホールディングスに吸収合併され、解散。ネクサスの事業については、ゼビオホールディングス子会社であるヴィクトリアが、タケダスポーツ青山店の建物の上位フロアに、社内カンパニーであるネクサスカンパニーを設置し、同カンパニーが継承。

## 店舗

### 過去に存在した店舗
- 三沢店 - 旧：亀屋三沢店の建物にあった。
- 八戸店 - 八戸市中心街の八戸スカイビル（イトーヨーカドー八戸店・花亀の入居していたビル）の隣にあった。建物は現存する。
- 弘前駅通店 - 弘前市駅前三丁目にあり、閉店後はしばらく空ビルであったが、後に解体され、駐車場となっていた。弘前駅通店が営業していた時期には、現在の弘前店の店名が弘前バイパス店であった。
- 秋田茨島店 - 現在のイオンタウン茨島アネックスの場所に所在していた。現在の秋田店の開業に先だって閉鎖された。
- 北上店 - 北上市柳原町の国道107号沿いにあった。後に市内藤沢の国道4号沿いに移転、花北パビリオンとして開店したが、市内北鬼柳の国道107号沿いのネクサス北上店開店（旧デンコードー北上店の建物に入居）に伴い、花北パビリオンは閉店。なお、旧北上店は地元企業の店舗に、旧花北パビリオンは自動車販売店となっている。
- 一関店 - 一関市地主町にあった。後に市内石畑のいわて生協コープ一関コルザの向かいに移転したが、市内赤荻の国道342号沿いにある旧ゼビオスポーツに統合する形で閉店（以後はネクサス一関店として営業）。石畑の旧一関店の建物は現在、エニタイムフィットネス一関店が営業している。
- 盛岡南店 - 紫波町古舘の国道4号沿いにあった。閉店後は、スーパースポーツゼビオ紫波店として営業している。
- 青山店 - 盛岡市青山のテナントビル、ニューコンビネーションプラザニットーにて営業。2019年に閉店し、その後は同市みたけの複合商業施設、アクロスプラザ盛岡みたけへ移転。同年4月5日よりネクサス盛岡みたけ店として営業。

## 過去のCM出演者
タケダスポーツのCM出演者は、イメージキャラクターも務めていた。CMでは一部を除いて、男性が「タケダスポォォォォツ!」とどなるものが使用されている（別バージョンも有り。現在は「ネクサァス!」が挿入されている）。現在はイメージキャラクターの出演は行っていない。
- 伊奈かっぺい
- 田中義剛
- 槙原寛己（当時・読売ジャイアンツ投手、引退後も出演していた）
- 鈴木一真
- C.C.ガールズ（初代）
- シェイプUPガールズ
- 佐藤江梨子
- 佐藤康恵
- 釈由美子
- 眞鍋かをり
- りんご娘

ほか